# Tony DiTerlizzi
Tony DiTerlizzi est un auteur et illustrateur américain de fantasy, né dans le comté de Los Angeles le 6 septembre 1969.
Il a coécrit Les Chroniques de Spiderwick avec Holly Black, et a supervisé l'adaptation cinématographique de la série en 2008 en tant que producteur exécutif. En 2003, il a remporté un Caldecott Honor (récompense un peu inférieure à la Médaille Caldecott) pour son adaptation du poème The Spider and the Fly de la poétesse anglaise Mary Howitt. Il est également connu comme illustrateur de jeux, en particulier pour la gamme Planescape du jeu de rôle Donjons et Dragons  et pour le jeu de cartes à collectionner Magic : l'assemblée.

## Enfance et éducation
DiTerlizzi naît dans une famille d'artistes, à Whittier (Californie) ; il est l'aîné de trois enfants.
DiTerlizzi grandit dans le sud de la Floride, où il est scolarisé à la South Fork High School. Pendant son enfance, il découvre les œuvres de Norman Rockwell, Arthur Rackham, Theodor Seuss Geisel, Roald Dahl et Jim Henson, qu'il compte parmi ses principales influences artistiques. Il entre ensuite à la Florida School of the Arts et à l'Art Institute of Fort Lauderdale, où il obtient un diplôme de graphisme en 1992.

## Carrière
Après son école d'art, DiTerlizzi entame une carrière d'illustrateur indépendant, et travaille sur le jeu de rôle Donjons et Dragons de TSR. Il réalise des illustrations dans le domaine des jeux pendant la plus grande partie des années 1990, et travaille sur des gammes ou des jeux tels que Planescape, Changelin : le Songe, et Magic : l'assemblée.
Après sept ans d'une carrière d'illustrateur dans les domaines des jeux et de la fantasy, DiTerlizzi se lance dans la création de livres illustrés pour la jeunesse. Avec la publication en 2000 de Jimmy Zangwow's Out-of-this-World Moon Pie Adventure, il réalise un rêve d'enfant, celui d'écrire et d'illustrer son propre livre[réf. nécessaire]. L'année suivante, il publie Ted, qui reçoit en 2002 le Zena Sutherland Award. Après Ted vient un livre d'images en fantastique/frissons adapté du poème classique de Mary Howitt The Spider and the Fly, qui entre bientôt dans la liste des best-sellers du New York Times, et qui vaut à DiTerlizzi de remporter en 2003 un Caldecott Honor, qui récompense les meilleurs auteurs venant immédiatement après les tenants de la Médaille Caldecott.
Dans l'intention de faire découvrir la fantasy à un jeune lectorat, DiTerlizzi élabore Les Chroniques de Spiderwick avec son amie Holly Black, également auteure. Simon & Chuster Children's Publishing lance la série aux États-Unis en 2003. Par la suite, Spiderwick est publié à l'étranger et traduit dans près de 30 langues. En France, la série est traduite chez Pocket Jeunesse à partir de 2004. En 2005 est publié Arthur Spiderwick : Grand Guide du Monde Merveilleux qui Vous Entoure, un guide du monde de Spiderwick. En 2008, Paramount Pictures réalise une adaptation cinématographique de la série, réalisée par Mark Waters, et dont Tony DiTerlizzi et Holly Black sont coproducteurs exécutifs [réf. nécessaire] (voir Les Chroniques de Spiderwick (film)). En septembre 2007 est entamée la publication d'un deuxième cycle, Au-delà du monde de Spiderwick, qui fait suite aux Chroniques de Spiderwick.

## Vie privée
DiTerlizzi vit et travaille actuellement dans le nord du Massachusetts, en compagnie de sa femme et manager, Angela DiTerlizzi, et de leur fille.

## Œuvre
Écrits
Voir aussi l'article détaillé Les Chroniques de Spiderwick.
- Jimmy Zangwow's Out-of-This-World Moon-Pie Adventure, 2000
- Ted, 2001
- Les Chroniques de Spiderwick (créé et coécrit avec Holly Black), 2003-2006
- Arthur Spiderwick : Grand Guide du Monde Merveilleux qui Vous Entoure, 2005
- G is for One Gzonk, 2005
- Au-delà du monde de Spiderwick (coécrit avec Holly Black), 2007-2009
- Kenny & the Dragon, 2008
- The Search for WondLa, 2010
- A Hero for WondLa, 2012
- The Battle for WondLa, 2013

Illustrations
- Dinosaur Summer, 1998
- Ribbiting Tales, 2000
- Alien & Possum: Friends No Matter What, 2001
- Alien & Possum: Hanging Around, 2002
- The Spider & The Fly, 2002
- Dragonflight, 2002
- Peter Pan in Scarlet, 2005
- Illustrations de couvertures ou intérieures pour plusieurs magazines américains, dont Dragon Magazine, Dungeon, Scrye, Spider, Amazing Stories, et en France Casus Belli.

Illustrations pour des jeux
- Planescape, gamme-univers pour le jeu de rôle Donjons et Dragons, TSR, 1994-1998
- Loup-garou : l'Apocalypse, jeu de rôle, White Wolf Publishing, 1994
- Changelin : le Songe, jeu de rôle, White Wolf Publishing, 1995
- Arcadia, jeu de cartes à collectionner dérivé de Changelin : le Songe, 1996
- Magic : l'assemblée, jeu de cartes à collectionner, Wizards of the Coast (DiTerlizzi illustre plus de 80 cartes, de l'extension Visions à Unglued, entre 1997 et 2004)